# Arthur Barnard
Arthur Barnard (ur. 10 marca 1929 w Seattle, zm. 1 maja 2018 w La Jolla) – amerykański lekkoatleta (płotkarz), medalista olimpijski z 1952.
Zdobył brązowy medal w biegu na 110 metrów przez płotki na igrzyskach olimpijskich w 1952 w Helsinkach za swymi rodakami Harrisonem Dillardem i Jackiem Davisem.
Nigdy nie zdobył medalu w mistrzostwach Stanów Zjednoczonych. W 1951 i 1953 zajął 4. miejsce, a w 1952 5. miejsce w biegu na 110 metrów przez płotki.
Studiował na University of Southern California.